# Аязмото
Парк „Митрополит Методий Кусев“ (по-често наричан Аязмото) е парк в Стара Загора.
По време на социализма официално е преименуван на Парк „Ленин“, но жителите на града продължават да го наричат Аязмото. Разположен е на площ от 3500 дка северно от града.

## География
Местността Аязмото е сред най-високите места на Стара Загора след кв. Дъбрава. Паркът е в Сърнена гора (източния дял от планината Средна гора). Надморската височина варира от 260 м до 430 м в най-високите места, където се намира обсерваторията на града. Много често явление през зимата е да има снежна покривка, за разлика от центъра на града.

## История
Аязмото е свързано с преданията, че княз Борис I приема тук християнството.
В полза на това твърдение са и няколко безспорни факта като вековната почит на населението на града към върха на Аязмото. Всяка година на Тодоровден, деня на светеца – покровител на града, българите се изкачвали на върха на Аязмото и се миели с чудотворната вода на извора. Свещеници от близката църква „Св. Троица“, където има специален престол и икона, посветени на светеца, са отслужвали литургия на върха. Именно тук е бил разположен центърът на мощно християнско средище от около 10 манастира и скита. Открити са 7 древни манастира и един голям дворец. По тази причина в първите векове на османското владичество близкият Змейовски проход се наричал на турски Килисанджа дервент – Църковен проход. Едва след решението на Политбюро на БКП през 1951 г. за „борба с религиозните предразсъдъци“, традицията е забранена, а Аязмото се превръща просто в парк.
Княз Борис умира на 2 май 907 г. Борисовден винаги се е празнувал на тази дата с литургия в църквите. В църквата на Аязмото, която и сега се казва „Св. Теодор Тирон“ има икона, която показва покръстването на княз Борис. Самата църква е кръстена на княз Борис. Още една църква в Стара Загора носи името на княза. Неговото име са носили още и училище „Димитър Благоев“ и парк „Пети октомври“ – „Княз Борисова градина“.
От цялата територия на средновековна България, единствено тук, в Стара Загора местното население вярва и пази спомена, че покръстването е станало в техния град и ежегодно чества това събитие. В чест на това събитие с редица решения новоосвободените старозагорци, наред с възстановяването на своя разрушен град подчертават исторически изградения духовен образ на своя град. Те кръщават първото си построено в 1885 г. училище, улица и една църква в града на името на княз Борис Покръстител. И до днес миряните старозагорци знаят, че именно Св. Теодор Тирон е духовният покровител на Града на липите още от 864 г.
На 2 май 1895 г. – Деня на цар Борис Покръстител, е положен първият камък от Старозагорския митрополит Методий за новия храм. С решение на Светия синод вторият му престол е на името на княз Борис. Самата църква „Свети Теодор Тирон“, която се издига на върха на Аязмото, е записана в книгата на ЮНЕСКО като уникална и единствена поради факта, че единствено в нея е представена българската носия преди над 300 години. Другото любопитно нещо в този храм е че той е целият иконописан само с български светци.
В публикация от февруари 1944 г., озаглавена „Легенда за Аязмото“ четем: „В този храм приел Христовата вяра и Св. Цар Борис. Отдалеч дошъл той чак зад Балкана. Защото там (в Плиска) бил обграден от езичници–боляри и князе, безмилостни врагове на християнството. Затова дошъл той тук, в българския християнски град Верея. Тук дошъл с радост и възторг, сред християни да приеме своето кръщение. Затова е толкова свято това място“.
През 1910 г. видни историци посещават Стара Загора по време на научен конгрес в София, състоял се от 24 до 28 юни. Това са проф. Иван Савич Палмов, преподавател по история към духовната академия в Санкт Петербург, богословът Александър Чучулаин и журналистите Гучков и Крамарж. Всичките те твърдят, че цар Борис се е покръстил именно на старозагорското Аязмо, като един от тях дори възкликва: ”Вие не знаете върху какво важно и свещено място стоим!“
Проф. Палмов допълва:
„Св. Княз Борис на 3 пъти се срещал с византийския патриарх Фотий тук за водене на преговори по въпроса за покръстването... Известно е от историята, че войводите на Борис са се бунтували срещу покръщението на българския народ. Само един–князът на Загора Цоло, поради обстоятелството, че бил вече покръстен, станал съмишленик на княза и покровител на движението за тази цел. Затова и Св. Борис водил преговори с Фотия в Загорието под охраната на княз Цолю. Къде Фотий е покръстил Бориса? Естествено, в свободното от войводските набези място-в Загорието. На кое място в Загорието? Разбира се, край чудотворния извор на Аязмото, гдето били покръстени княгиня Теодора и баща ѝ, княз Цолю.“

## История на парка

### Предистория
Паркът е създаден на 28 февруари 1895 година от митрополит Методий Кусев под името „Св. княз Борис-Михаил“ („Аязмото“). До началото на XIX век на това място се е простирала дъбова гора, но е била изсечена от турския аскер за да се осигури безопасно пребиваване на султанския везир, отседнал в Стара Загора по време на обиколката си из Османската империя. Ерозионните процеси измиват почвата и превръщат мястото в гол скалист и безводен хълм.

### Митрополит Методий Кусев
Към края на XIX век митрополит Методий Кусев се заема с нелеката задача да възроди парка. От самото начало идеята за уреждането на градски парк е приета скептично от старозагорци. Ентусиазираният Методий Кусев среща редица пречки в осъществяване на идеята си да превърне голия баир над града в модерен парк. Той започва да изпраща писма до православни манастири и църковни общности в различни краища на света с молба за изпращането на семена на най-различни дървесни видове. Лично надзирава каруците с фиданки, някои от които пристигат от Бяло море и Мраморно море, а някои от засадените от него дървета са живи. Скоро обаче на владиката се налага да се изправи срещу гнева на хората, които осъзнават, че това ще доведе до загубване на пасищата на животните си. Повечето жители тогава считат, че залесяването и уреждането на такова безполезно пространство е безумие и далеч по-важна е пашата за добитъка им. С доста убеждения и молби Методий Кусев успява да извърши делото на живота си. (Забележка: Според преданието, лично Методий Кусев се е крил през нощта с шишане и джепане в Аязмото, за да го пази от нощните паши на козите и овцете.) В крайна сметка митрополитът успява да създаде невероятно красив и богат на растителни видове лесопарк и го превръща в една от гордостите на града.
По-късно паркът е преименуван в чест на митрополит Методий Кусев.

### След Освобождението
След Освобождението военните от града решават да изпробват новозакупените оръдия в парка и да проведат военни учения в района му. Гражданите на Стара Загора, които само допреди няколко години се обявяват против парка, сега се организират в негова защита. Те влизат в парка и отказват да го напуснат, създвайки по този начин жива преграда за ученията на военните.

### Планове за резиденция
Цар Фердинанд I при едно от посещенията си в града изключително много харесва мястото. Той настоява там да бъде изградена царска резиденция. Отново след бурни протести на цялата градска общественост (местните власти, интелектуалци и обикновени граждани) решението за построяването на резиденция в парка бива осуетено.

### Паметник на Ленин
През 70-те години на XX век на входа на парка е поставен паметник на Ленин и паркът е преименуван на парк „Ленин“.
През 1996 година е открит меден барелеф паметник на Старозагорския епископ и възрожденец в знак на благодарност към заслугите му. До параклиса „Свети Теодор Тирон“, застроен на мястото на древно езическо светилище се намира гробът му с огромна мраморна плоча.

## Забележителности

### Животински и растителни видове
В парка растат редки и уникални за България растителни видове, голяма част лично засадени от Методий Кусев. Тези видове включват 180 местни и екзотични дървесни и храстови видове между които обикновен кипарис, черен бор, атласки кедър, алепски бор, сребрист смърч, източна туя, испанска ела и райска ябълка. От животинските видове се срещат сърни, източноевропейски таралежи, сухоземни костенурки, катерици.

### Други забележителности
- Старозагорска зоологическа градина
- Летен театър
- Резиденцията на Старозагорския митрополит
- Залата на смеха с криви огледала
- параклис „Свети Теодор Тирон“
- Централната лаборатория по слънчево-земни въздействия[8]
- телескопът на Народната астрономическа обсерватория „Юрий Гагарин“
- фонтан „Жабките“
- паметник на митрополит Методий Кусев
- паметник на Алеко Константинов
- паметник на Христо Ботев
- паметник на Хаджи Димитър (1930-те)[9]
- спортен комплекс „Берое“, тенис кортове, площадки за бадминтон
- хижи, хотел и ресторант

- Паметник на Алеко Константинов

## Опазване на екзотичните видове растителност
За да не се превърне в обикновена широколистна гора е необходимо специалистите да обърнат внимание на съвместимостта на екзотичните видове в парка с другите видове растителност които са в съседство, на коренната им система и изложението, където са засадени. Информация за това се съдържа в плана за Аязмото от 1904 г. на ландшафтния архитект Георги Петков.